# Nation crie de Waswanipi
La Nation crie de Waswanipi est une Première Nation (au sens de « bande indienne ») canadienne, dont le territoire est situé au Québec, précisément à Waswanipi en Eeyou Istchee, dans le Nord-du-Québec.
Tel que le prévoit la Convention de la Baie-James et du Nord québécois, applicable au Nord-du-Québec, la Nation ne bénéficie pas de réserves indiennes au sens de la Loi sur les Indiens à proprement parler, mais plutôt d'une terre réservée crie (noyau urbain de catégorie IA) et d'une municipalité de village cri (territoire non urbanisé de catégorie IB) circonscrivant la terre réservée crie.
En juin 2025, la population de la Première Nation est de 2 403 personnes, dont 535 vivent hors réserve. 

## Gouvernance
La Première Nation est dirigée par un conseil de bande élu selon le système prévu à la Loi sur les Cris et les Naskapis du Québec. Pour la période 2022-2026, le chef est Irene Neeposh. 
En tant que nation crie, la Nation crie de Waswanipi fait également partie du Grand conseil des Cris, du Gouvernement de la nation crie et du Gouvernement régional d'Eeyou Istchee Baie-James.